# Coryphaenoides alateralis
Coryphaenoides alateralis är en fiskart som beskrevs av Marshall och Iwamoto, 1973. Coryphaenoides alateralis ingår i släktet Coryphaenoides och familjen skolästfiskar. Inga underarter finns listade i Catalogue of Life.